# Danh sách nước chư hầu thời Chu
Bản đồ các nước chư hầu của Nhà Chu.

Danh sách nước chư hầu thời Chu bao gồm các nước chư hầu của nhà Chu tồn tại từ thời Tây Chu đến thời Xuân Thu và Chiến Quốc trong lịch sử Trung Quốc. Các nước chư hầu thời kỳ Xuân Thu Chiến Quốc bằng với họ của các nước chư hầu, vị trí, tước vị, và niên biểu từ lúc bắt đầu cho tới diệt vong, đồng thời là bản tóm tắt dữ liệu biên soạn từ nguồn tài liệu và nước tiêu diệt.

## Các nước chư hầu thời Tây Chu, Xuân Thu

### Nhà Chu
| Tên nước | Hán tự | Họ | Khu vực hiện tại                                                                                | Tước vị | Năm bắt đầu và kết thúc | Nước tiêu diệt |
| -------- | ------ | -- | ----------------------------------------------------------------------------------------------- | ------- | ----------------------- | -------------- |
| Tây Chu  | 西周   | Cơ | Thủ đô hoàng tộc nhà Chu nay thuộc Tây An Tỉnh Thiểm Tây và Lạc Ấp nay là Lạc Dương tỉnh Hà Nam | Vương   | 1046 TCN－771 TCN       | Khuyển Nhung   |
| Đông Chu | 東周   | Cơ | Lạc Ấp (nay là thành phố Lạc Dương tỉnh Hà Nam)                                                 | Vương   | 770 TCN－256 TCN        | Nước Tần       |

### Các nước chư hầu quan trọng
| Tên nước | Hán tự | Họ     | Khu vực hiện tại                                                                        | Tước vị                   | Năm bắt đầu và kết thúc                                      | Nước tiêu diệt  |
| -------- | ------ | ------ | --------------------------------------------------------------------------------------- | ------------------------- | ------------------------------------------------------------ | --------------- |
| Tần      | 秦国   | Doanh  | Miền trung tỉnh Thiểm Tây, vùng phía đông tỉnh Cam Túc                                  | Bá                        | Khoảng 900 TCN－206 TCN                                      | Tây Sở, Nhà Hán |
| Tề       | 齊国   | Khương | Miền đông tỉnh Sơn Đông, vùng phía đông tỉnh Hà Bắc                                     | Hầu                       | TK 11 TCN－379 TCN                                           | Điền Tề         |
| Lỗ       | 魯国   | Cơ     | Khúc Phụ tỉnh Sơn Đông                                                                  | Hầu                       | TK 11 TCN－256 TCN                                           | Sở              |
| Trịnh    | 鄭国   | Cơ     | Huyện Hoa tỉnh Thiểm Tây Sau dời qua Tân Trịnh tỉnh Hà Nam                              | Bá                        | 806 TCN－375 TCN                                             | Hàn             |
| Tống     | 宋国   | Tử     | Thương Khâu Tỉnh Hà Nam, khu vực thuộc huyện Thông Hứa                                  | Công                      | TK 11 TCN－286 TCN                                           | Điền Tề         |
| Vệ       | 衞国   | Cơ     | Huyện Kỳ tỉnh Hà Nam, khu vực thành phố Bộc Dương                                       | Hầu                       | TK 11 TCN－209 TCN                                           | Tần             |
| Trần     | 陳国   | Quy    | Huyện Hoài Dương tỉnh Hà Nam                                                            | Hầu                       | TK 11 TCN－478 TCN                                           | Sở              |
| Sái      | 蔡国   | Cơ     | Huyện Tân Sái tỉnh Hà Nam                                                               | Hầu                       | TK 11 TCN－447 TCN                                           | Sở              |
| Ngô      | 吳国   | Cơ     | Tỉnh Giang Tô vùng phía đông tỉnh An Huy                                                | Tử, Vương                 | TK 11 TCN－473 TCN                                           | Việt            |
| Việt     | 越国   | Tự     | Khu vực tỉnh Chiết Giang                                                                | Tử, Vương                 | TK 20 TCN－306 TCN và 222 TCN－110 TCN                       | Sở              |
| Đường    | 唐国   | Cơ     | Khu vực tỉnh Sơn Tây miền bắc tỉnh Hà Nam miền đồng tỉnh Thiểm Tây miền tây tỉnh Hà Bắc | Hầu                       | TK 11 TCN－349 TCN                                           | Tấn             |
| Sở       | 楚国   | Mị     | Tỉnh Hồ Bắc, miền nam tỉnh Hà Nam sau mở rộng tới An Huy, Giang Tây, Hồ Nam, Giang Tô   | Tử (sau tự xưng là Vương) | Dựng nước từ thời Thương, được phong vào TK 11 TCN - 223 TCN | Tần             |
| Tào      | 曹国   | Cơ     | Tây nam huyện Định Đào tỉnh Sơn Đông                                                    | Bá                        | TK 11 TCN－478 TCN                                           | Tống            |
| Hứa      | 許国   | Khương | Hứa Xương tỉnh Hà Nam, sau dời qua huyện Diệp                                           | Nam                       | TK 11 TCN－375 TCN                                           | Sở              |

## Thái ấp con cháu quan khanh nhà Chu hoặc các nước chư hầu trong lãnh thổ nhà Chu
| Tên nước   | Hán tự | Họ | Khu vực hiện tại                                                                              | Tước vị | Năm bắt đầu và kết thúc                 | Nước tiêu diệt |
| ---------- | ------ | -- | --------------------------------------------------------------------------------------------- | ------- | --------------------------------------- | -------------- |
| Phong      | 酆国   | Cơ | Phía đông huyện Hộ tỉnh Thiểm Tây                                                             | Hầu     | TK 11 TCN - Năm thứ 19 Thành Vương      | Nhà Chu        |
| Ôn         | 溫国   | Kỷ | Tây nam huyện Ôn tỉnh Hà Nam                                                                  | Nam     | ？ - 650 TCN                            | Địch           |
| Lưu        | 劉国   | Cơ | Tây nam trấn Câu Dân, Yển Sư tỉnh Hà Nam                                                      |         | 712 TCN - 455 TCN                       | Nhà Chu        |
| Vinh       | 榮国   | Cơ | Củng Nghĩa tỉnh Hà Nam                                                                        | Công    |                                         |                |
| Cam        | 甘国   | Cơ | Huyện Nguyên Dương tỉnh Hà Nam                                                                | Công    | Thời Chu Tương Vương lập                |                |
| Phàn       | 樊国   | Cơ |                                                                                               | Trọng   |                                         |                |
| Doãn       | 尹国   | Cơ |                                                                                               | Công    |                                         |                |
| Chu        | 周国   | Cơ | Huyện Phụng Tường, Bảo Kê tỉnh Thiểm Tây                                                      | Công    | TK 11 TCN - ？                          |                |
| Vương Thúc | 王叔国 | Cơ |                                                                                               | Công    | Thời Chu Tương Vương lập                |                |
| Thành      | 成国   | Cơ | Bên trong tỉnh Thiểm Tây một bộ phận khác dời vào bên trong tỉnh Sơn Đông                     | Công    |                                         |                |
| Nguyên     | 原国   | Cơ |                                                                                               | Công    |                                         |                |
| Triệu      | 召国   | Cơ | Tây nam huyện Kỳ Sơn tỉnh Thiểm Tây                                                           | Công    | TK 11 TCN - ？                          |                |
| Tô         | 蘇国   | Cơ | Huyện Ôn, Tiêu Tác tỉnh Hà Nam                                                                | Công    |                                         |                |
| Đơn        | 單国   | Cơ | Đông nam Tế Nguyên tỉnh Hà Nam                                                                | Bá      |                                         | Nhà Chu        |
| Chiêm      | 詹国   | Cơ |                                                                                               | Bá      |                                         |                |
| Củng       | 鞏国   | Cơ | Làng Tây Khang Điếm thị trấn Hiếu Nghĩa thành phố Củng Nghĩa tỉnh Hà Nam                      |         | ？ - 516 TCN                            | Tấn            |
| Mao        | 毛国   | Cơ | Khu vực huyện Phù Phong, huyện Kỳ Sơn tỉnh Thiểm Tây sau dời qua huyện Nghi Dương tỉnh Hà Nam | Bá      | TK 11 TCN - 516 TCN                     | Tấn            |
| Tất        | 畢国   | Cơ | Hàm Dương tỉnh Thiểm Tây                                                                      | Công    | TK 11 TCN - giai đoạn đầu thời Xuân Thu | Tây Nhung      |
| Ứng        | 應国   | Cơ | Bình Đính tỉnh Hà Nam                                                                         | Công    |                                         |                |
| Minh       | 明国   |    |                                                                                               | Công    |                                         |                |
| Liễm       | 溓国   |    |                                                                                               | Công    |                                         |                |
| Ích        | 益国   |    |                                                                                               | Công    |                                         |                |
| Mục        | 穆国   |    |                                                                                               | Công    |                                         |                |
| Tỉnh       | 井国   |    |                                                                                               | Công    |                                         |                |
| Vũ         | 武国   |    |                                                                                               | Công    |                                         |                |

### Các nước chư hầu tại tỉnhSơn Đông
| Tên nước  | Hán tự | Họ     | Khu vực hiện tại                                                            | Tước vị           | Năm bắt đầu và kết thúc | Nước tiêu diệt             |
| --------- | ------ | ------ | --------------------------------------------------------------------------- | ----------------- | ----------------------- | -------------------------- |
| Chúc      | 祝国   | Cơ     | Thành cổ Chúc A đông bắc quận Trường Thanh, Tế Nam tỉnh Sơn Đông            |                   | ？ - 768 TCN            | Tề                         |
| Nhiếp     | 聶国   | Khương | Phía tây huyện Trì Bình tỉnh Sơn Đông                                       |                   |                         |                            |
| Kỷ        | 紀国   | Khương | Phía nam Thọ Quang tỉnh Sơn Đông                                            | Hầu               | ？ - 690 TCN            | Tề                         |
| Vũ        | 鄅国   | Vân    | Khu vực thuộc huyện Nghi Nam, huyện Thương Sơn, Lâm Nghi tỉnh Sơn Đông      | Tử                |                         | Lỗ                         |
| Chu       | 邾国   | Tào    | Trâu Thành tỉnh Sơn Đông                                                    | Tử                | TK 11 TCN - 281 TCN     | Sở                         |
| Cử        | 莒国   | Kỷ     | Huyện Cử thành phố Giao Châu tỉnh Sơn Đông                                  | Tử                | TK 11 TCN - 431 TCN     | Sở                         |
| Hướng     | 向国   | Khương | Tây nam huyện Cử tỉnh Sơn Đông                                              | Tử                | ？ - 721 TCN            | Cử                         |
| Cực       | 極国   | Cơ     |                                                                             |                   | ？ - 721 TCN            | Lỗ                         |
| Thi       | 邿国   | Nhậm   | Đông nam Tế Ninh tỉnh Sơn Đông                                              |                   | ？ - 560 TCN            | Lỗ                         |
| Đằng      | 滕国   | Cơ     | Đằng Châu tỉnh Sơn Đông                                                     | Hầu còn gọi là Tử | TK 11 TCN - 297 TCN     | Tống                       |
| Tiết      | 薛国   | Nhiệm  | Đằng Châu tỉnh Sơn Đông                                                     | Hầu               | Nhà Hạ - 322 TCN        | Họ Điền Nước Tề            |
| Tiểu Chu  | 小邾   | Nhan   | Phía đông Đằng Châu tỉnh Sơn Đông                                           | Tử                |                         | Sở                         |
| Lạm       | 濫国   |        |                                                                             |                   |                         | Lỗ                         |
| Đàm       | 郯国   | Kỷ     | Tây nam huyện Đàm Thành tỉnh Sơn Đông                                       | Tử                | ？ - 414 TCN            | Sở (có thuyết nói là Việt) |
| Chuyên    | 鄟国   |        | Đông bắc huyện Đàm Thành tỉnh Sơn Đông                                      |                   | ？ - 585 TCN            | Lỗ                         |
| Thành     | 郕国   | Cơ     | phía bắc huyện Vấn Thượng tỉnh Sơn Đông                                     | Bá                | TK 11 TCN - 408 TCN     | Tề (có thuyết nói là Sở)   |
| Túc       | 宿国   | Phong  | Tây nam huyện Đông Bình tỉnh Sơn Đông                                       | Nam               |                         | Tề                         |
| Đàm       | 譚国   | Tử     | Đông nam Tế Nam tỉnh Sơn Đông                                               | Tử                | TK 11 TCN - 684 TCN     | Tề                         |
| Toại      | 遂国   | Quy    | Tây bắc huyện Ninh Dương tỉnh Sơn Đông                                      |                   | Nhà Hạ - 681 TCN        | Tề                         |
| Tu Cú     | 須句   | Phong  | thành Tu Cú Phía tây huyện Đông Bình tỉnh Sơn Đông                          | Tử                | ？ - 639 TCN            | Chu                        |
| Tằng      | 鄫国   | Tự     | Phía đông Tảo Trang tỉnh Sơn Đông                                           | Tử                | Nhà Hạ - 567 TCN        | Cử                         |
| Chương    | 鄣国   | Khương | Huyện Bình Âm tỉnh Sơn Đông                                                 |                   | TK 11 TCN - 664 TCN     | Tề                         |
| Châu      | 州国   | Khương | An Khâu tỉnh Sơn Đông                                                       | Công              |                         | Kỷ                         |
| Thuần Vu  | 淳于国 | Khương | Đông bắc An Khâu tỉnh Sơn Đông                                              | Công              |                         | Kỷ                         |
| Cáo       | 郜国   | Cơ     | Đông nam huyện Thành Vũ tỉnh Sơn Đông                                       | Tử                | TK 11 TCN - ？          | Tống                       |
| Mâu       | 茅国   | Cơ     | Huyện Kim Hương tỉnh Sơn Đông                                               | Bá                | TK 11 TCN - ？          | Chu                        |
| Nhiệm     | 任国   | Phong  | Tế Ninh tỉnh Sơn Đông                                                       |                   |                         | Tề                         |
| Bi        | 邳国   | Nhiệm  | Đông bắc Bi Châu tỉnh Giang Tô, phía nam Đằng Châu tỉnh Sơn Đông            |                   |                         | Sở                         |
| Mưu       | 牟国   |        | Lai Vu tỉnh Sơn Đông                                                        |                   |                         |                            |
| Ư Dư Khâu | 於餘邱 |        | Huyện Lâm Thuật tỉnh Sơn Đông                                               |                   |                         |                            |
| Căn Mưu   | 根牟国 | Khương | Huyện Cử tỉnh Sơn Đông                                                      |                   | ？ - 600 TCN            | Lỗ                         |
| Bức Dương | 偪陽   | Vân    | Tảo Trang tỉnh Sơn Đông                                                     | Tử                | ？ - 563 TCN            | Tấn                        |
| Hình      | 邢国   | Cơ     | Hình Đài tỉnh Hà Bắc sau dời qua tây nam thành phố Liêu Thành tỉnh Sơn Đông | Công              | TK 11 TCN - 563 TCN     | Tấn                        |
| Quách     | 郭国   |        | Đông bắc phủ Đông Xương tỉnh Sơn Đông                                       |                   |                         |                            |
| Chuyên Du | 顓臾   | Phong  | huyện Phí tỉnh Sơn Đông                                                     |                   |                         |                            |
| Chú       | 鑄国   | Kỳ     | Làng Giới Chi Chú huyện Ninh Dương, Phì Thành tỉnh Sơn Đông                 |                   |                         | Tề                         |
| Dương     | 陽国   | Cơ     | Huyện Nghi Thủy tỉnh Sơn Đông                                               | Hầu               |                         |                            |

### Các nước chư hầu tại tỉnhHà Nam
| Tên nước  | Hán tự | Họ     | Khu vực hiện tại                                                                                 | Tước vị   | Năm bắt đầu và kết thúc            | Nước tiêu diệt |
| --------- | ------ | ------ | ------------------------------------------------------------------------------------------------ | --------- | ---------------------------------- | -------------- |
| Ân        | 殷国   | Tử     | An Dương tỉnh Hà Nam                                                                             | Hầu       | Giai đoạn đầu Tây Chu              | Nhà Chu        |
| Nam Yên   | 南燕   | Cật    | Đông bắc huyện Duyên Tân tỉnh Hà Nam                                                             | Bá        |                                    |                |
| Yên       | 鄢国   |        | Tây bắc huyện Yên Lăng tỉnh Hà Nam                                                               |           |                                    |                |
| Tô        | 蘇国   |        | Nay thuộc huyện Ôn, Tiêu Tác tỉnh Hà Nam                                                         |           |                                    |                |
| Mật       | 密国   | Cơ     | Tân Mật tỉnh Hà Nam                                                                              |           |                                    | Trịnh          |
| Hồ        | 胡国   | Cơ     | Nay thuộc huyện Vũ Dương, quận Yển Thành thành phố Tháp Hà tỉnh Hà Nam                           |           | ？ - 763 TCN                       | Trịnh          |
| Tiêu      | 焦国   | Cơ     | Nay thuộc phố Tây Thập Lý thành phố Tam Môn Hạp tỉnh Hà Nam                                      | Bá        | ？－775 TCN                        | Tây Quắc       |
| Cộng      | 共国   | Cơ     | Tây bắc Huy Huyện tỉnh Hà Nam (có thuyết nói huyện Kính Xuyên tỉnh Cam Túc）                     | Bá        |                                    | Hàn            |
| Phàm      | 凡国   | Cơ     | Tây nam Huy Huyện tỉnh Hà Nam                                                                    | Bá        | TK 11 TCN-716 TCN                  | Bắc Nhung      |
| Cát       | 葛国   | Doanh  | Huyện Tu Vũ tỉnh Hà Nam                                                                          | Bá        |                                    | Tống           |
| Ư         | 於国   | Cơ     | Tây bắc Thấm Dương tỉnh Hà Nam                                                                   | Thúc      |                                    | Trịnh          |
| Đông Quắc | 東虢   | Cơ     | Huỳnh Dương tỉnh Hà Nam                                                                          |           | TK 11 TCN - 767 TCN                | Trịnh          |
| Kỷ        | 杞国   | Tự     | Huyện Kỷ tỉnh Hà Nam sau dời qua huyện Xương Lạc tỉnh Sơn Đông rồi dời qua An Khâu tỉnh Sơn Đông | Bá Hầu Tử | Nhà Thương - 445 TCN               | Sở             |
| Thân      | 申国   | Khương | Nam Dương tỉnh Hà Nam                                                                            | Hầu       | ？ - 668 TCN                       | Sở             |
| Lã        | 呂国   | Khương | Nam Dương tỉnh Hà Nam                                                                            | Hầu       |                                    | Sở             |
| Cối       | 鄶国   |        | Đông bắc Tân Mật tỉnh Hà Nam                                                                     |           | ？ - 769 TCN                       | Trịnh          |
| Đái       | 戴国   | Tử     | Huyện Lan Khảo tỉnh Hà Nam                                                                       | Công      | ？ - 713 TCN                       | Tống           |
| Tức       | 息国   | Cơ     | Huyện Tức tỉnh Hà Nam                                                                            | Hầu       | ？ - 680 TCN                       | Sở             |
| Hoàng     | 黃国   | Doanh  | Huyện Hoàng Xuyên tỉnh Hà Nam                                                                    | Tử        | ？ - 648 TCN                       | Sở             |
| Liệu      | 蓼国   |        | Huyện Đường Hà tỉnh Hà Nam                                                                       |           | ？ - 622 TCN                       | Sở             |
| Phan      | 潘国   | Kỷ     | Huyện Ôn tỉnh Hà Nam                                                                             |           | ？ - 504 TCN                       | Ngô            |
| Quang     | 光国   |        |                                                                                                  |           |                                    |                |
| Bức       | 偪国   | Cật    |                                                                                                  |           |                                    | Ngô            |
| Huyền     | 弦国   | Ngỗi   | Ranh giới huyện Hoàng Xuyên, Quang Sơn tỉnh Hà Nam                                               | Tử        | ？ - 655 TCN                       | Sở             |
| Hoạt      | 滑国   | Cơ     | Thành Nam Câu Dân thành phố Yển Sư tỉnh Hà Nam                                                   | Bá        | ？ - 627 TCN                       | Tần            |
| Nguyên    | 原国   | Cơ     | Tế Nguyên tỉnh Hà Nam                                                                            | Bá        | TK 11 TCN - 635TCN                 | Tấn            |
| Giang     | 江国   | Doanh  | Khu vực thuộc huyện Tức huyện Chính Dương tỉnh Hà Nam                                            |           | ？ - 623 TCN                       | Sở             |
| Vu        | 邘国   | Cơ     | Làng Vu Thai thị trấn Vạn, tây bắc Bí Dương tỉnh Hà Nam (có thuyết nói huyện My tỉnh Thiểm Tây)  |           |                                    |                |
| Ứng       | 應国   |        | Thị trấn Nguyên Xuy Dương làng Tảo Trang ngoại ô phía tây Bình Đỉnh tỉnh Hà Nam                  |           | TK 11 TCN - ？                     | Sở             |
| Tưởng     | 蔣国   | Cơ     | Huyện Cố Thủy tỉnh Hà Nam                                                                        |           | TK 11 TCN - 617 TCN                | Sở             |
| Bội       | 邶国   |        | Đông nam huyện Thang Âm tỉnh Hà Nam                                                              |           |                                    |                |
| Sái       | 祭国   | Cơ     | Làng Sái Thành đông bắc Trịnh Châu tỉnh Hà Nam                                                   | Bá        | TK 11 TCN - 769 TCN                | Trịnh          |
| Thẩm      | 沈国   | Cơ     | Huyện Bình Dư tỉnh Hà Nam, khu vực thuộc huyện Lâm Tuyền tỉnh An Huy                             | Tử        | ？ - 506 TCN                       | Sái            |
| Quá       | 過国   |        |                                                                                                  |           |                                    |                |
| Đạo       | 道国   |        | Huyện Hoặc Tức và huyện Xác Sơn tỉnh Hà Nam                                                      |           |                                    | Sở             |
| Bách      | 柏国   |        | Ranh giới huyện Tây Bình, Vũ Dương tỉnh Hà Nam                                                   |           |                                    | Sở             |
| Phiền     | 樊国   | Cơ     | Tế Nguyên tỉnh Hà Nam                                                                            | Hầu       | ？ - 664 TCN                       | Nhà Chu        |
| Tạc       | 胙国   | Cơ     | Thành Cổ Tạc phía bắc huyện Duyên Tân tỉnh Hà Nam                                                |           | TK 11 TCN - ？                     |                |
| Ung       | 雍国   | Cơ     | Huyện Tu Vũ tỉnh Hà Nam                                                                          |           | TK 11 TCN - ？                     | Tấn            |
| Hạng      | 項国   |        | Đỉnh Thành tỉnh Hà Nam                                                                           |           | ？ - 643 TCN                       | Lỗ             |
| Đốn       | 頓国   |        | Ranh giới Thương Thủy, Đỉnh Thành tỉnh Hà Nam                                                    | Tử        | ？ - 496 TCN                       | Sở             |
| Quản      | 管国   |        | Trịnh Châu tỉnh Hà Nam                                                                           |           | Diệt vọng từ giai đoạn đầu Tây Chu |                |
| Đàn       | 檀国   |        | Tế Nguyên tỉnh Hà Nam                                                                            | Bá        |                                    |                |
| Tự        | 姒国   |        |                                                                                                  |           |                                    | Tấn            |
| Nhục      | 蓐国   |        |                                                                                                  |           |                                    | Tấn            |
| Phòng     | 房国   |        | Huyện Toại Bình tỉnh Hà Nam sau dời qua nước Sở                                                  |           |                                    | Sở             |

### Các nước chư hầu tại tỉnhSơn Tây
| Tên nước | Hán tự | Họ     | Khu vực hiện tại                                                                               | Tước vị | Năm bắt đầu và kết thúc                    | Nước tiêu diệt |
| -------- | ------ | ------ | ---------------------------------------------------------------------------------------------- | ------- | ------------------------------------------ | -------------- |
| Tây Quắc | 西虢   | Cơ     | Huyện Bình Lục tỉnh Sơn Tây                                                                    | Công    | TK 11 TCN - 655 TCN                        | Tấn            |
| Bắc Quắc | 北虢   | Cơ     |                                                                                                |         | Giai đoạn đầu thời Xuân Thu - ？           |                |
| Tuân     | 荀国   | Cơ     | Đông bắc huyện Tân Giáng tỉnh Sơn Tây                                                          | Hầu     | TK 11 TCN - giai đoạn đầu và giữa Xuân Thu | Tấn            |
| Ngu      | 虞国   | Cơ     | Khu vực thuộc huyện Hạ, huyện Bình Lục tỉnh Sơn Tây                                            | Công    | TK 11 TCN - 655 TCN                        | Tấn            |
| Ngụy     | 魏国   | Cơ     | Huyện Nhuế Thành tỉnh Sơn Tây                                                                  |         | TK 11 TCN - 661 TCN                        | Tấn            |
| Giả      | 賈国   | Cơ     | Tây nam huyện Dung Thành tỉnh Sơn Tây (có thuyết nói phía đông huyện Tương Phần tỉnh Sơn Tây） | Bá      | TK 11 TCN - 678 TCN                        | Tấn            |
| Hoắc     | 霍国   | Cơ     | Tây nam Hoắc Châu tỉnh Sơn Tây                                                                 | Hầu     | TK 11 TCN - 661 TCN                        | Tấn            |
| Cảnh     | 耿国   | Cơ     | Thành Cảnh, Hà Tân tỉnh Sơn Tây                                                                |         | ？ - 661 TCN                               | Tấn            |
| Dương    | 楊国   | Cơ     | Đông nam huyện Hồng Động tỉnh Sơn Tây                                                          | Hầu     |                                            |                |
| Cừu Do   | 仇由   |        |                                                                                                |         |                                            | Tấn            |
| Bằng     | 倗国   |        | thôn Đại Hà Khẩu huyện Dực Thành, tỉnh Sơn Tây                                                 |         |                                            |                |
| Ký       | 冀国   |        | Nay thuộc Cựu Ký, Hà Tân tỉnh Sơn Tây                                                          |         |                                            |                |
| Lộ       | 潞国   | Khương | Nay thuộc khu vực Lộ Thành tỉnh Sơn Tây                                                        | Tử      | TK 11 TCN - 594 TCN                        | Tấn            |
| Lê       | 黎国   |        | Đông bắc huyện Lê Thành tỉnh Sơn Tây                                                           | Hầu     |                                            |                |
| Bá       | 霸国   |        | thôn Đại Hà Khẩu huyện Dực Thành, tỉnh Sơn Tây                                                 | Bá      | TK 11 TCN - đầu thời Xuân Thu              |                |

### Các nước chư hầu tại tỉnhThiểm Tây
| Tên nước  | Hán tự | Họ    | Khu vực hiện tại                                                                                              | Tước vị | Năm bắt đầu và kết thúc          | Nước tiêu diệt |
| --------- | ------ | ----- | --- | ------- | -------------------------------- | -------------- |
| Lương     | 梁国   | Doanh | Phía nam Hàn Thành tỉnh Thiểm Tây                                                                             | Bá      | ？ - 641 TCN                     | Tấn            |
| Nhuế      | 芮国   | Cơ    | Thành Cựu Nhuế phía nam trấn Triều Ấp huyện Đại Lệ tỉnh Thiểm Tây có thuyết nói huyện Nhuế Thành tỉnh Sơn Tây | Bá      | Giai đoạn đầu Tây Chu - 640 TCN  | Tấn            |
| Tiểu Quắc | 小虢   |       | |         | Giai đoạn đầu Xuân Thu - 687 TCN | Tấn            |
| Sùng      | 崇国   |       | Phía đông huyện Hộ tỉnh Thiểm Tây                                                                             |         |                                  |                |
| Hàn       | 韓国   | Cơ    | Hàn Thành tỉnh Thiểm Tây có thuyết nói huyện Cố An tỉnh Hà Bắc                                                | Hầu     | ？ - Giai đoạn đầu Xuân Thu      | Tấn            |
| Đỗ        | 杜国   | Kỳ    | Đông nam quận Trường An thành Tây An tỉnh Thiểm Tây                                                           | Bá      |                                  |                |

### Các nước chư hầu tại tỉnhHồ Bắc
| Tên nước | Hán tự | Họ        | Khu vực hiện tại                                                                             | Tước vị | Năm bắt đầu và kết thúc | Nước tiêu diệt |
| -------- | ------ | --------- | -------------------------------------------------------------------------------------------- | ------- | ----------------------- | -------------- |
| Nhược    | 鄀国   |           | Huyện Nội Hương tỉnh Hà Nam sau dời qua đông nam Nghi Thành tỉnh Hồ Bắc                      |         |                         | Sở             |
| Chẩn     | 軫国   |           | Phía tây Ưng Thành tỉnh Hồ Bắc                                                               |         |                         | Sở             |
| Ngạc     | 鄂国   |           |                                                                                              |         |                         | Sở             |
| Tùy      | 隨国   | Cơ        | Tùy Châu tỉnh Hồ Bắc                                                                         | Hầu     |                         | Sở             |
| Tằng     | 曾国   |           | Tảo Dương tỉnh Hồ Bắc                                                                        | Hầu     |                         |                |
| Quỳ      | 夔国   | Mị        | Huyện Tỷ Quy tỉnh Hồ Bắc                                                                     | Tử      | ？ - 634 TCN            | Sở             |
| La       | 羅国   |           | Nghi Thành tỉnh Hồ Bắc                                                                       |         |                         | Sở             |
| Đặng     | 鄧国   | Mạn       | Phía bắc Tương Dương tỉnh Hồ Bắc có thuyết nói Đặng Châu tỉnh Hà Nam                         | Hầu     | ？ - 678 TCN            | Sở             |
| Quyền    | 權国   | Tử Tác Mị | Đông nam Đương Dương tỉnh Hồ Bắc                                                             | Công    |                         | Sở             |
| Vân      | 鄖国   |           | Huyện An Lục tỉnh Hồ Bắc                                                                     | Tử      |                         | Sở             |
| Giảo     | 絞国   |           | Tây bắc huyện Vân tỉnh Hồ Bắc                                                                |         |                         | Sở             |
| Lại      | 賴国   | Khương    | Đông bắc Tùy Châu tỉnh Hồ Bắc có thuyết nói huyện Thương Thành hoặc huyện Lộc Ấp tỉnh Hà Nam |         | TK 11 TCN - 538 TCN     | Sở             |
| Tích     | 析国   |           |                                                                                              |         |                         |                |
| Ưu       | 鄾国   |           | Đông bắc quận Tương Châu, Tương Dương tỉnh Hồ Bắc                                            | Tử      |                         |                |
| Lẫm      | 廩国   |           |                                                                                              |         |                         | Sở             |
| Cốc      | 穀国   | Doanh     | Tây bắc huyện Cốc Thành tỉnh Hồ Bắc                                                          |         |                         | Sở             |
| Nhị      | 貳国   |           | Quảng Thủy tỉnh Hồ Bắc                                                                       |         |                         | Sở             |
| Tây Châu | 西州   |           | Thành Châu Lăng phía đông huyện Giám Lợi tỉnh Hồ bắc                                         |         |                         | Sở             |
| Dung     | 庸国   |           | Thành Dung Hồ trên huyện Trúc Sơn tỉnh Hồ Bắc                                                |         | ？ - 611 TCN            | Sở             |
| Đường    | 唐国   | Kỳ        | Khu vực thuộc Tảo Dương, huyện Tùy tỉnh Hồ Bắc                                               | Hầu     | ？ - 505 TCN            | Sở             |
| Nam Thẩm | 南沈   |           |                                                                                              |         |                         |                |
| Khuân    | 麇国   |           | Huyện Vân tỉnh Hồ Bắc                                                                        | Tử      |                         | Sở             |
| Đam      | 聃国   | Cơ        | Kinh Môn tỉnh Hồ Bắc có thuyết nói ở Khai Phong tỉnh Hà Nam                                  |         | TK 11 TCN - ？          | Sở             |
| Lô       | 卢国   | Lô        |                                                                                              |         |                         |                |

### Các nước chư hầu tại tỉnhAn Huy
| Tên nước | Hán tự | Họ    | Khu vực hiện tại                                         | Tước vị | Năm bắt đầu và kết thúc | Nước tiêu diệt |
| -------- | ------ | ----- | -------------------------------------------------------- | ------- | ----------------------- | -------------- |
| Lục      | 六国   | Yển   | Lục An tỉnh An Huy                                       |         | ？ - 622 TCN            | Sở             |
| Anh      | 英国   |       | Lục An tỉnh An Huy                                       |         | ？ - 646 TCN            | Sở             |
| Chung Ly | 鍾離   |       | Phía đông Nghi Giang tỉnh An Huy                         |         |                         | Sở             |
| Thư      | 舒国   | Yển   | Huyện Thư Thành tỉnh An Huy                              | Tử      |                         | Sở             |
| Thư Dung | 舒庸   | Yển   | Huyện Thư Thành tỉnh An Huy                              |         | ？ - 574 TCN            | Sở             |
| Thư Cưu  | 舒鳩   | Yển   | Huyện Thư Thành tỉnh An Huy                              | Tử      |                         | Sở             |
| Thư Lục  | 舒蓼   | Yển   | Huyện Hoắc Khâu tỉnh An Huy và huyện Cố Thủy tỉnh Hà Nam |         | ？ - 601 TCN            | Sở             |
| Thư Long | 舒龍   |       |                                                          |         |                         | Sở             |
| Thư Cung | 舒龔   |       |                                                          |         |                         | Sở             |
| Thư Bảo  | 舒鮑   |       |                                                          |         |                         | Sở             |
| Đồng     | 桐国   | Yển   | Đồng Thành tỉnh An Huy                                   |         |                         | Sở             |
| Dạng     | 養国   |       |                                                          |         | ？ - 528 TCN            | Sở             |
| Sào      | 巢国   |       | Sào Hồ tỉnh An Huy                                       | Bá      | ？ - 518 TCN            | Ngô            |
| Từ       | 徐国   | Doanh |                                                          | Tử      | ？ - 512 TCN            | Ngô            |
| Tông     | 宗国   |       | Huyện Lư Giang và huyện Thư Thành tỉnh An Huy            |         |                         | Sở             |
| Tiêu     | 蕭国   | Tử    | Tây bắc huyện Tiêu tỉnh An Huy                           | Hầu     | ？ - 579 TCN            | Sở             |
| Hoàn     | 皖国   |       |                                                          |         |                         | Sở             |
| Tuyền    | 泉国   |       |                                                          |         |                         |                |
| Phân     | 妢国   |       |                                                          |         |                         |                |
| Tỷ       | 妣国   |       |                                                          |         |                         |                |
| Lư       | 廬国   |       |                                                          |         |                         |                |
| Châu Lai | 州來   |       | Huyện Phụng Đài tỉnh An Huy                              |         |                         |                |
| Nam Hồ   | 南胡   | Quy   | Phụ Dương tỉnh An Huy                                    | Tử      | ？ - 496 TCN            | Sở             |

### Các nước chư hầu tại tỉnhHà Bắc
| Tên nước | Hán tự | Họ | Khu vực hiện tại                                                   | Tước vị | Năm bắt đầu và kết thúc | Nước tiêu diệt |
| -------- | ------ | -- | ------------------------------------------------------------------ | ------- | ----------------------- | -------------- |
| Phì      | 肥国   |    |                                                                    |         | ？ - 530 TCN            | Tấn            |
| Cổ       | 鼓国   | Cơ |                                                                    |         | ？ - 527 TCN            | Tấn            |
| Bắc Yên  | 北燕国 | Cơ | Phía bắc tỉnh Hà Bắc, Thiên Tân, Bắc Kinh, phía nam tỉnh Liêu Ninh | Hầu     | TK 11 TCN - 222 TCN     | Tần            |
| Hình     | 邢国   | Cơ | Hình Đài tỉnh Hà Bắc                                               | Công    | TK 11 TCN- 635 TCN      | Tấn            |
| Cam      | 甘国   | Cơ | Phía nam huyện Hộ tỉnh Thiểm Tây                                   | Bá      | TK 11 TCN - ？          |                |

### Các nước chư hầu tại tỉnhTứ Xuyên
| Tên nước  | Hán tự | Họ | Khu vực hiện tại         | Tước vị                                                                                       | Năm bắt đầu và kết thúc | Nước tiêu diệt |
| --------- | ------ | -- | ------------------------ | --------------------------------------------------------------------------------------------- | ----------------------- | -------------- |
| Thục      | 蜀国   |    | Miền trung tỉnh Tứ Xuyên | Không thần phục vương triều ở Trung Nguyên, nên không có tước vị. Các đời vua sau xưng là Đế. | ？ - 316 TCN            | Tần            |
| Ba        | 巴国   | Cơ | Phía đông tỉnh Tứ Xuyên  | Tử                                                                                            | ？ - 316 TCN            | Tần            |
| Đô        | 都国   |    |                          |                                                                                               |                         | Sở             |
| Tây Hoàng | 西黃   |    |                          |                                                                                               |                         | Sở             |

### Các nước chư hầu tại tỉnhGiang Tô
| Tên nước  | Hán tự | Họ | Khu vực hiện tại                  | Tước vị | Năm bắt đầu và kết thúc | Nước tiêu diệt |
| --------- | ------ | -- | --------------------------------- | ------- | ----------------------- | -------------- |
| Hàn       | 邗国   |    | Đông nam Dương Châu tỉnh Giang Tô |         |                         |                |
| Chung Ngô | 鍾吾国 |    | Nay thuộc Túc Thiên tỉnh Giang Tô | Tử      | ？ - 518 TCN            | Ngô            |

### Bộ tộc và quốc giaTứ Duệ(Nhung Địch Man Di)
| Tên nước       | Hán tự | Họ       | Khu vực hiện tại                                          | Tước vị | Năm bắt đầu và kết thúc | Nước tiêu diệt |
| -------------- | ------ | -------- | --------------------------------------------------------- | ------- | ----------------------- | -------------- |
| Lai            | 萊国   | Khương   | Thành Lai Tử đông nam Long Khẩu tỉnh Sơn Đông             | Tử      | ？ - 567 TCN            | Tề             |
| Di             | 夷国   | Vân      | Thanh Đảo tỉnh Sơn Đông                                   |         |                         |                |
| Tiên Ngu       | 鮮虞   |          |                                                           |         |                         |                |
| Nghĩa Cừ       | 義渠   |          |                                                           |         | Nhà Thương - 272 TCN    | Tần            |
| Ly Nhung       | 驪戎   |          |                                                           |         |                         | Tấn            |
| Yên Kinh Nhung | 燕京戎 |          | Nay thuộc Giới Hưu, huyện Kỳ, huyện Tĩnh Lạc tỉnh Sơn Tây |         |                         |                |
| Miên Chư       | 綿諸   |          |                                                           |         |                         |                |
| Sơn Nhung      | 山戎   |          |                                                           |         |                         |                |
| Khuyển Nhung   | 犬戎   |          |                                                           |         |                         |                |
| Tây Nhung      | 西戎   |          |                                                           |         |                         |                |
| Nhung Man      | 戎蠻   |          |                                                           |         |                         |                |
| Bạch Địch      | 白狄   |          |                                                           |         |                         |                |
| Xích Địch      | 赤狄   |          |                                                           |         |                         |                |
| Trường Địch    | 長狄   |          |                                                           |         |                         |                |
| Sưu Man        | 鄋瞒   |          |                                                           |         |                         |                |
| Trạch          | 翟     |          |                                                           |         |                         |                |
| Đông Bất Canh  | 東不羹 |          | Phía bắc huyện Vũ Dương tỉnh Hà Nam                       |         |                         | Sở             |
| Tây Bất Canh   | 西不羹 |          | Đông nam huyện Tương Thành tỉnh Hà Nam                    |         |                         | Sở             |
| Hộ Nhung       | 戶戎   |          |                                                           |         |                         | Sở             |
| Lục Hỗn Nhung  | 陸渾戎 |          |                                                           |         |                         | Sở             |
| Vô Chung       | 無終   |          |                                                           |         |                         |                |
| Lệnh Chi       | 令支   |          |                                                           |         |                         | Yên            |
| Cô Trúc        | 孤竹   | Mặc Thai | Tây nam Triều Dương tỉnh Liêu Ninh                        | Hầu     | ？ - 660 TCN            | Yên, Tề        |

## Các nước chư hầu thờiChiến Quốc

### Nhà Chu
| Tên nước | Hán tự | Họ | Khu vực hiện tại | Tước vị        | Năm bắt đầu và kết thúc | Nước tiêu diệt |
| -------- | ------ | -- | --- | -------------- | ----------------------- | -------------- |
| Đông Chu | 東周   | Cơ | Mang danh nghĩa trị vì toàn quốc nhưng chỉ kiểm soát thủ đô tông tộc nhà Chu và Đông Đô Lạc Ấp và các khu vực lớn xung quanh | Vua (Thiên Tử) | 770 TCN - 256 TCN       | Tần            |

### Các nước chư hầu chủ yếu
| Tên nước | Hán tự | Họ    | Khu vực hiện tại                                                                                            | Tước vị             | Năm bắt đầu và kết thúc  | Nước tiêu diệt  |
| -------- | ------ | ----- | --- | ------------------- | ------------------------ | --------------- |
| Điền Tề  | 齊国   | Điền  | Nay thuộc miền nam tỉnh Hà Bắc, miền đông tỉnh Sơn Đông                                                     | Hầu, Vương          | 386 TCN - 221 TCN        | Tần             |
| Sở       | 楚国   | Mị    | Nay thuộc miền nam tỉnh Hà Nam, miền tây tỉnh Giang Tây, miền tây tỉnh An Huy, miền bắc tỉnh Hồ Nam, Hồ Bắc | Vương               | TK 11 TCN - 223 TCN      | Tần             |
| Tần      | 秦国   | Doanh | Nay thuộc miền đông tỉnh Cam Túc, miền trung tỉnh Thiểm Tây                                                 | Bá, Vương, Hoàng Đế | Khoảng 900 TCN - 206 TCN | Tây Sở、Tây Hán |
| Việt     | 越国   | Tự    | Miền bắc tỉnh Phúc Kiến và miền nam tỉnh Sơn Đông, từng là trung tâm tỉnh Chiết Giang                       | Vương               | TK 20 TCN - 306 TCN      | Sở              |
| Yên      | 燕国   | Cơ    | Nay thuộc miền bắc tỉnh Hà Bắc, thành phố Thiên Tân, Bắc Kinh, miền nam tỉnh Liêu Ninh                      | Hầu, Vương          | TK 11 TCN - 222 TCN      | Triệu           |
| Triệu    | 趙国   | Triệu | Nay thuộc miền nam khu tự trị Nội Mông Cổ, miền bắc tỉnh Sơn Tây, miền tây tỉnh Hà Bắc                      | Hầu, Vương          | 403 TCN - 222 TCN        | thu lại         |
| Ngụy     | 魏国   | Ngụy  | Khu vực thuộc tỉnh Hà Bắc, miền đông Thiểm Tây và miền bắc tỉnh Hà Nam, miền bắc tỉnh Sơn Tây               | Hầu, Vương          | 403 TCN - 225 TCN        | Tần             |
| Hàn      | 韓国   | Hàn   | Nay thuộc tỉnh Hà Nam                                                                                       | Hầu, Vương          | 403 TCN - 230 TCN        | Tần             |

### Các nước chư hầu khác
| Tên nước  | Hán tự | Họ     | Khu vực hiện tại                                                                             | Tước vị            | Năm bắt đầu và kết thúc                   | Nước tiêu diệt  |
| --------- | ------ | ------ | -------------------------------------------------------------------------------------------- | ------------------ | ----------------------------------------- | --------------- |
| Đông Chu  | 東周   | Cơ     | Tây nam thành phố Củng Nghĩa tỉnh Hà Nam                                                     | Vua                | 367 TCN - 249 TCN                         | Tần             |
| Tây Chu   | 西周   | Cơ     | Khu vực tỉnh Hà Nam                                                                          | Vua                | 440 TCN - 256 TCN                         | Tần             |
| Khương Tề | 姜齊   | Khương | Nay thuộc miền nam tỉnh Hà Bắc, miền đông tỉnh Sơn Đông                                      | Hầu                | TK 11 TCN - 379 TCN                       | Điền Tề         |
| Tấn       | 晉国   | Cơ     | Nay thuộc miền đông tỉnh Hà Bắc miền đồng tỉnh Thiểm Tây, miền bắc tỉnh Hà Nam, tỉnh Sơn Tây | Hầu                | TK 11 TCN - 349 TCN                       | Ba nhà chia Tấn |
| Lỗ        | 魯国   | Cơ     | Nay thuộc Khúc Phụ tỉnh Sơn Đông                                                             | Hầu                | 1043 TCN - 256 TCN                        | Sở              |
| Trịnh     | 鄭国   | Cơ     | Nay thuộc Tân Trịnh tỉnh Hà Nam                                                              | Bá                 | 806 TCN - 375 TCN                         | Hàn             |
| Tống      | 宋国   | Tử     | Nay thuộc huyện Thông Hứa, thành phố Thương Khâu tỉnh Hà Nam                                 | Công, Vương        | TK 11 TCN - 286 TCN                       | Tề              |
| Vệ        | 衞国   | Cơ     | Nay thuộc Bộc Dương, huyện Kỳ tỉnh Hà Nam                                                    | Hầu, Tử, Vua       | TK 11 TCN - 209 TCN                       | Tần             |
| Hứa       | 許国   | Khương | Vùng lân cận Bạc Châu, tỉnh An Huy và Hứa Xương tỉnh Hà Nam                                  | Nam                | TK 11 TCN - Giai đoạn đầu thời Chiến Quốc | Sở              |
| Sái       | 蔡国   | Cơ     | Nay thuộc huyện Thượng Sái, huyện Tân Sái tỉnh Hà Nam                                        | Hầu                | TK 11 TCN - 447 TCN                       | Sở              |
| Chu       | 邾国   | Tào    | Nay thuộc Trâu Thành tỉnh Sơn Đông                                                           | Tử                 | TK 11 TCN - 281 TCN                       | Sở              |
| Đằng      | 滕国   | Cơ     | Nay thuộc Đằng Châu tỉnh Sơn Đông                                                            | Hầu sau xưng là Tử | TK 11 TCN - Giai đoạn đầu thời Chiến Quốc | Tống／Việt      |
| Kỷ        | 杞国   | Tự     | Huyện Kỷ tỉnh Hà Nam                                                                         | Bá                 | TK 11 TCN - 445 TCN                       | Sở              |
| Đàm       | 郯国   | Kỷ     | Tây nam huyện Đàm Thành tỉnh Sơn Đông                                                        | Tử                 | ？ - 414 TCN                              | Sở／Việt        |
| Nhiệm     | 任国   |        | Nay thuộc Tế Ninh tỉnh Sơn Đông                                                              |                    |                                           |                 |
| Tiết      | 薛国   | Nhiệm  | Nay thuộc Đằng Châu tỉnh Sơn Đông                                                            | Hầu                | - 322 TCN                                 | Điền Tề         |
| Phí       | 費国   | Quý    |                                                                                              |                    | Thời Kỳ Lỗ Mục Công - ？                  |                 |
| Tiểu Chu  | 小邾   | Nhan   | Phía đông Đằng Châu tỉnh Sơn Đông                                                            | Tử                 |                                           | Sở              |
| Tằng      | 鄫国   |        |                                                                                              |                    |                                           | Cử              |
| Bi        | 邳国   |        |                                                                                              |                    |                                           | Sở              |
| Trung Sơn | 中山   |        |                                                                                              | Vương              | ？ - 296 TCN                              | Triệu           |
| Thục      | 蜀国   |        | Nay thuộc miền trung tỉnh Tứ Xuyên                                                           | Về sau xưng Đế     | ？ - 316 TCN                              | Tần             |
| Ba        | 巴国   |        | Nay thuộc miền đông tỉnh Tứ Xuyên                                                            | Tử                 | ？ - 316 TCN                              | Tần             |
| Tra       | 苴国   |        |                                                                                              |                    |                                           |                 |
| Dương     | 楊国   |        |                                                                                              | Hầu                |                                           |                 |
| An Lục    | 安陵   |        |                                                                                              | Hầu                |                                           |                 |

### Bộ tộc và quốc giaTứ Duệ(Nhung Địch Man Di)
| Tên nước       | Hán tự   | Họ     | Khu vực hiện tại                                            | Tước vị | Năm bắt đầu và kết thúc | Nước tiêu diệt |
| -------------- | -------- | ------ | ----------------------------------------------------------- | ------- | ----------------------- | -------------- |
| Nhung Địch     | 戎翟     | Khương | Tây nam thành phố Củng Nghĩa tỉnh Hà Nam                    | Vua     | 367 TCN - 249 TCN       | Tần            |
| Y Lạc Âm Nhung | 伊洛陰戎 |        | Nay thuộc lưu vực Lạc Hà tỉnh Hà Nam                        |         |                         |                |
| Đại Nhung      | 代戎     |        | Huyện Uý tỉnh Hà Bắc                                        |         |                         | Triệu          |
| Hà Tông Thị    | 河宗氏   |        | Phía nam Hoàng Hà thuộc Nội Mông Cổ                         |         |                         |                |
| Túc Thận       | 肅慎     |        | Nay là phía bắc núi Trường Bạch                             |         |                         |                |
| Đông Hồ        | 東胡     |        | Nay thuộc thượng lưu Liêu Hà                                |         |                         |                |
| Hung Nô        | 匈奴     |        | Nay thuộc cao nguyên Mông Cổ                                |         |                         |                |
| Lâu Phiền      | 樓煩     |        | Tây bắc Hà Bắc, Nội Mông Cổ, miền bắc tỉnh Sơn Tây          |         |                         |                |
| Lâm Hồ         | 林胡     |        | Nay thuộc Nội Mông Cổ, phía đông bắc tỉnh Thiểm Tây         |         |                         |                |
| Dạ Lang        | 夜郎     |        | Phía bắc và tây tỉnh Quý Châu                               |         |                         |                |
| Thả Lan        | 且蘭     |        | Nay thuộc Quý Dương tỉnh Quý Châu                           |         |                         |                |
| Điền           | 滇       |        | Nay thuộc Đất Điền tỉnh Vân Nam                             |         |                         |                |
| Côn Minh       | 昆明     |        | Tây bắc tỉnh Vân Nam                                        |         |                         |                |
| Âu Việt        | 甌越     |        | Nay thuộc Ôn Châu, Chiết Giang                              |         |                         |                |
| Mân Việt       | 閩越     |        | Nay thuộc Phúc Châu, Phúc Kiến, miền nam Chiết Giang        |         |                         |                |
| Nam Việt       | 南越     |        | Nay thuộc Quảng Đông, Quảng Tây                             |         | ？ - 214 TCN            | Nhà Tần        |
| Hoài Di        | 淮夷     |        |                                                             |         |                         | Sở             |
| Nghĩa Cừ       | 義渠     |        | Miền bắc tỉnh Cam Túc, tỉnh Thiểm Tây                       |         | Thời Thương - 272 TCN   | Tần            |
| Đại Lệ         | 大荔     |        | Đông nam huyện Đại Lệ tỉnh Thiểm Tây                        |         |                         | Tần            |
| Miên Chư       | 緜諸     |        | Phía đông quận Mạch Tích thành phố Thiên Thủy, tỉnh Cam Túc |         |                         |                |
| Nguyên?        | 豲?      |        | Đông nam huyện Lũng Tây tỉnh Cam Túc                        |         |                         |                |